# Stazione meteorologica di Marostica Crosara
La stazione meteorologica di Marostica Crosara è la stazione meteorologica di riferimento relativa all'omonima località del territorio comunale di Marostica.

## Coordinate geografiche
La stazione meteorologica si trova nell'area climatica dell'Italia nord-orientale, nel Veneto, in provincia di Vicenza, nel comune di Marostica, in località Crosara, a 417 metri s.l.m. e alle coordinate geografiche 45°47′N 11°36′E.

## Dati climatologici
In base alla media trentennale di riferimento 1961-1990, la temperatura media del mese più freddo, gennaio, si attesta a +2,5 °C, quella del mese più caldo, luglio, è di +20,4 °C.
Le precipitazioni medie annue, con un minimo relativo invernale, risultano superiori ai 1.300 mm e sono distribuite mediamente in 97 giorni .
| Marostica Crosara   | Mesi | Mesi | Mesi | Mesi | Mesi | Mesi | Mesi | Mesi | Mesi | Mesi | Mesi | Mesi | Stagioni | Stagioni | Stagioni | Stagioni | Anno  |
| Marostica Crosara   | Gen  | Feb  | Mar  | Apr  | Mag  | Giu  | Lug  | Ago  | Set  | Ott  | Nov  | Dic  | Inv      | Pri      | Est      | Aut      | Anno  |
| ------------------- | ---- | ---- | ---- | ---- | ---- | ---- | ---- | ---- | ---- | ---- | ---- | ---- | -------- | -------- | -------- | -------- | ----- |
| T. max. media (°C)  | 5,8  | 7,4  | 10,0 | 13,9 | 18,7 | 22,6 | 25,1 | 24,9 | 21,6 | 16,8 | 10,8 | 7,2  | 6,8      | 14,2     | 24,2     | 16,4     | 15,4  |
| T. min. media (°C)  | −0,9 | 0,2  | 2,6  | 6,2  | 10,2 | 13,5 | 15,6 | 15,4 | 12,5 | 8,5  | 3,8  | 0,2  | −0,2     | 6,3      | 14,8     | 8,3      | 7,3   |
| Precipitazioni (mm) | 91   | 89   | 85   | 122  | 130  | 162  | 104  | 125  | 108  | 147  | 129  | 76   | 256      | 337      | 391      | 384      | 1 368 |
| Giorni di pioggia   | 6    | 6    | 7    | 10   | 11   | 11   | 9    | 9    | 6    | 8    | 8    | 6    | 18       | 28       | 29       | 22       | 97    |